# Логовское сельское поселение (Калачёвский район)
Логовское се́льское поселе́ние — муниципальное образование в составе Калачёвского района Волгоградской области.
Административный центр — хутор Логовский.

## География
Логовское сельское поселение расположено в юго-западной части Калачевского района и граничит:
- на севере — с Ляпичевским сельским поселением;
- на юге — с Шебалиновским сельским поселением Октябрьского района;
- на востоке — с Крепенским сельским поселением;
- на западе — омывается Цимлянским водохранилищем.

## История
Логовское сельское поселение образовано 20 января 2005 года в соответствии с Законом Волгоградской области № 994-ОД.

## Население
| 2010  | 2012  | 2013  | 2014  | 2015  | 2016  | 2017  |
| ----- | ----- | ----- | ----- | ----- | ----- | ----- |
| 2965  | ↘2930 | ↘2900 | ↗3023 | ↘2992 | ↘2934 | ↘2889 |
| 2018  | 2019  | 2020  | 2021  |       |       |       |
| ↘2836 | ↘2632 | ↘2620 | ↘2574 |       |       |       |

## Состав сельского поселения
| № | Населённый пункт | Тип населённого пункта        | Население |
| - | ---------------- | ----------------------------- | --------- |
| 1 | Дальний          | посёлок                       | 156       |
| 2 | Логовский        | хутор, административный центр | 2583      |
| 3 | Первомайский     | хутор                         | 226       |

## Экономика
Промышленность отсутствует. Основной доход поселения — сельское хозяйство. На территории поселения располагаются 3 фермерских хозяйства.